# مارس ادیسی ۲۰۰۱
مارس ادیسی ۲۰۰۱ (به انگلیسی: 2001 Mars Odyssey)، که در فارسی با نام اُدیسهٔ مریخ نیز شناخته می‌شود، یک فضاپیمای رباتیک ناسا با پیمانکاری لاکهید مارتین است که از اکتبر سال ۲۰۰۱ میلادی برای گردآوری دانستنی‌های تازه در مورد امیدهای وجود آب و یخ در سیارهٔ مریخ همچنان بر گرد این سیاره می‌گردد. این ماهواره با به‌کارگیری طیف‌سنج و آشکارساز فروسرخ می‌کوشد که برای یافتن نشانه یا نشانه‌هایی از بودن آب در گذشته یا امروز مریخ پیدا کند. و همچنین با پرتونگاری زمین‌شناسی این سیاره و ویژگی‌های آن محیط را بررسی و گزارش کند. امید بر این است که با به دست آوردن اطلاعاتی که ادیسی ۲۰۰۱ به دنبال آن‌ها است به یافتن پاسخ به این پرسش که آیا زندگی در مریخ تا به حال وجود داشته یا نه کمک شود. ارزیابی ریسک‌هایی که فضانوردان آینده از تابش خورشید در مریخ ممکن است تجربه کنند، نیز در دستور کار ادیسی ۲۰۰۱ اقرار دارد. همچنین این ماهواره به عنوان یک ایستگاه رلهٔ ارتباطات میان مریخ‌نوردها، مریخ‌نورد اکتشاف، آزمایشگاه علمی مریخ و کاوشگر فینیکس و زمین را امکان‌پذیر می‌سازد.
تا دسامبر ۲۰۱۴ ادیسی ۲۰۰۱ رکورد ۴٬۸۰۰ روز خدمت در مریخ را پشت سر گذاشت. رکورد طولانی‌ترین کار در مریخ را که ۳٬۳۴۰ روز بوده در ۱۵ دسامبر ۲۰۱۰ توسط همین مدارگرد برای نخستین بار شکسته شده بود. بنا بر گزارشی که ناسا اخیراً منتشر کرده گفته شده که ادیسی ۲۰۰۱ و همچنین مدارگرد شناسایی مریخ و کاوشگر فضایی ماون که اتمسفر مریخ را بررسی می‌کند همگی پس از گذشتن دنباله‌دار ۱آ/۲۰۱۳سی از نزدیکی آن‌ها آسیبی ندیده‌اند و سالم‌اند. تاریخ این گزارش ۱۹ اکتبر ۲۰۱۴ است. البته مریخ‌گرد مارس آدیسی تاکنون دو بار به دلیل خطا در سیستم جهت‌یابی به‌طور موقت در عملکرد حالت امن قرار گرفته‌است که در هر دو بار در مدت زمان کوتاهی با بازنشانی سیستم تعیین جهت به عملکرد عادی بازگشته است. این اختلال‌های موقت در عملکرد یک بار در دی ماه ۱۳۹۲ و دیگر بار در ۶ دی‌ماه ۱۳۹۵ رخ داده‌است.

## نامگذاری
مارس آدیسی (مفهوم فارسی: سفر طولانی به مریخ) در واقع بخشی از برنامهٔ جامع نقشه‌برداری از سطح مریخ در سال ۲۰۰۱ بود و «مارس سورویور اوربیتر۲۰۰۱» (به انگلیسی: Mars Surveyor 2001 Orbiter) نامگذاری شده بود و برایش فضاپیمای همراه دیگری با نام «مارس سورویور۲۰۰۱ لندر» در نظر گرفته شده بود، اما مأموریت کاوشگر لندر در پی شکست مأموریت‌های «مدارگرد آب و هوای مریخ» و «قطب نشین مریخ» در اواخر سال ۱۹۹۹، در ماه مه سال ۲۰۰۰ لغو شد. متعاقباً نام مارس آدیسی ۲۰۰۱ برای فضاپیمای مدارگرد به پاس احترام ویژه به دیدگاه‌ها و چشم‌اندازهای کاوش‌های فضایی در کارهای آرتور سی. کلارک؛ که شامل ادیسهٔ فضایی ۲۰۰۱: ادیسه فضایی هم می‌شود، برگزیده شد.

## تجهیزات
- طیف‌سنج پرتو گاما که شامل یابندهٔ نوترئون با انرژی بالا بود و توسط روسیه تهیه شده بود.[۵]
- آزمایشگر تابش محیط مریخ
- سامانه تصویربرداری نشر گرمایی[۶]

در سال ۲۰۰۲، ناسا اعلام کرد که طیف‌سنج اشعهٔ گاما مقادیر بالای هیدروژن یافته‌است. این علامتی از وجود یخ در این سیاره بود.

## ادیسی و پرسش وضعیت آب در مریخ
در تاریخ ۳۱ ژوئیه، ۲۰۰۸ میلادی، ناسا اعلام کرد که کاوشگر فینیکس حضور آب در مریخ را همان‌گونه که در سال میلادی ۲۰۰۲ مدارگرد ادیسی گزارش کرده بود، تأیید کرده‌است. این گزارش می‌افزاید: تیم علمی پروژهٔ مریخ در تلاش است تا روشن سازد که آیا در جایی در این سیاره آب همیشه به اندازهٔ کافی به حالت مایع برای زندگی میکروسکوپی در دسترس است یا نه و اگر چنین است آیا مواد شیمیایی حاوی کربن و دیگر مواد خام لازم برای شکل گرفتن پدیدهٔ زندگی (به مفهوم زمینی آن) حضور دارند؟